# Сьерра, Грегори
Грегори Сьерра (англ. Gregory Sierra, 25 января 1937, Нью-Йорк, Нью-Йорк — 4 января 2021, Лагуна-Вудс, Калифорния) — американский актёр.

## Биография
Жил в испанском районе Нью-Йорка, воспитывался тётей, поскольку его родители не заботились о нём. После службы в ВВС Сьерра вместе с другом отправились на прослушивание в школу актёрского мастерства на Манхэттене. Грегори был там только для того, чтобы поддержать своего друга, но после исполнения импровизации его приняли в актёрскую школу вместо друга.
Свою актёрскую карьеру начал, гастролируя с Национальной шекспировской труппой, а в 1967 году появился в роли герцога Австрии в «Короле Иоанне» на Шекспировском фестивале в Нью-Йорке. В конце 1960-х переехал в Лос-Анджелес, чтобы работать в кино и на телевидении.
В 1973 году Сьерра снялся в качестве приглашенной звезды в драматическом эпизоде сериала «Все в семье» в роли Пола Бенджамина, еврейского радикала из «Ассоциации защиты евреев» (основанной на Лиге защиты евреев), борющейся с антисемитизмом в районе. По сюжету он добровольно помогает отогнать неонацистских головорезов, которые нарисовали из баллончика свастику на входной двери бункера. Позже его убивает взрывом заминированного неонацистами автомобиля.
С 1972 по 1975 год у него была роль Хулио Фуэнтеса, пуэрто-риканского соседа Сэнфордов, в сериале «Сэнфорд и сын». После этого он провёл два года в составе актёрского коллектива Барни Миллера в роли детектива-сержанта Чано Аменгуала. Он снялся в роли доктора Тони Мензиса в непродолжительном ситкоме 1977 года AES. Хадсон-стрит. В 1980 и 1981 годах в четвёртом и нерешенном последнем сезоне пародии на мыльную оперу «Мыло» он сыграл латиноамериканского революционера Карлоса «Эль Пуэрко» Вальдеса, любовника Джессики Тейт.
В 1984 году его пригласили в основной состав сериала «Полиция Майами», где он сыграл лейтенанта Лу Родригеса, но после четырёх серий он попросил исключить его из сериала, не желая проживать в Майами, где снималось шоу. DVD с комментариями к первому сезону; впоследствии его заменили Эдвард Джеймс Олмос и его персонаж, лейтенант Мартин Кастильо.
В 1992 году Сьерра сыграл торговца наркотиками Феликса Барбоссу в фильме Билла Дьюка «Глубокое прикрытие», в котором также снимались Лоуренс Фишберн и Джефф Голдблюм, и появился в сиквеле комедии «Дорогая, я взорвал ребенка». В следующем году он сыграл капитана иракского патрульного катера в комедии Hot Shots! Часть 2, а также человека по имени Вильянасул в малобюджетном фильме 1998 года «Чудесный костюм мороженого». В эпизоде «Вторая кожа» сериала «Звёздный путь: Глубокий космос 9» он появился в роли Корбина Энтека.
Его телевизионные работы также включают Mod Squad, Kung Fu, Alias Smith and Jones, Mission: Impossible (3 эпизода), Hawaii Five-O, Gunsmoke, The Greatest American Hero, Midnight Caller, The Fresh Prince of Bel-Air, «Секретные материалы», «Она написала убийство», «От сердца к сердцу» и «Блюз Хилл-стрит».
Умер после тяжёлой продолжительной болезни — борьбы с раком желудка и печени.

## Фильмография
- 1969 «Летающая монахиня»,
- 1970 «Под планетой обезьян»,
- 1973 «Папийон»,
- 1974 «Возвышающийся ад»,
- 1979 «Узник Зенды»,
- 1987 «Проблемы со шпионами».